# Amitav Ghosh
Pour les articles homonymes, voir Ghosh.
 (décembre 2022).
Si vous disposez d'ouvrages ou d'articles de référence ou si vous connaissez des sites web de qualité traitant du thème abordé ici, merci de compléter l'article en donnant les références utiles à sa vérifiabilité et en les liant à la section « Notes et références ».
Amitav Ghosh, né le 11 juillet 1956 à Calcutta, est un romancier, essayiste et critique littéraire indien d'expression anglaise.

## Biographie

### Formation
Ghosh est né à Calcutta, au Bengale.
Il étudie à La Doon School (où il est condisciple de son aîné Vikram Seth), au collège St. Stephen's de Delhi, à l'Université de Delhi et à l'Université d'Oxford, où il obtient un doctorat en anthropologie sociale.

### Œuvre
Les romans de Ghosh, traduits dans de nombreuses langues, sont caractérisés par des thèmes forts souvent liés au postcolonialisme, mais demeurent difficiles à catégoriser. Les thèmes, personnels et singuliers, parviennent à distiller un certain charme qui tient à la capacité du style à entrelacer une certaine « nostalgie indienne » à des sujets plus sérieux.
Dans le premier volet de la Trilogie de l'Ibis, Un océan de pavots (Sea of Poppies, 2008), l'écrivain indien raconte l'odyssée des coolies ou engagés, partis vers l'île Maurice et les colonies, à la suite de l'abolition de l'esclavage.
Ghosh est également l'auteur de plusieurs essais : Un infidèle en Égypte (In an Antique Land, 1992), Dancing in Cambodia, at Large in Burma (1998), Compte à rebours (Countdown, 1999), sur la politique nucléaire de l'Inde) et The Imam and the Indian (2002), un ensemble d'essais sur différents thèmes tels que le fondamentalisme, l'histoire du roman, la culture égyptienne et la littérature.

### Récompenses et décorations
Lignes d'ombre (The Shadow Lines), paru en 1990 et inspiré par les événements de la Partition de l’Inde en 1947, lui vaut le Prix Sahitya Akademi, la récompense littéraire indienne la plus prestigieuse. Les Feux du Bengale (The Circle of Reason) remporte le Prix Médicis étranger en 1990. Le Chromosome de Calcutta (The Calcutta Chromosome, 1995) reçoit le prix Arthur-C.-Clarke 1997. Le roman Le Pays des marées (The Hungry Tide) est publiée en avril 2004.
Il reçoit la Padma Shri du gouvernement indien en 2007.
En octobre 2010, l'université Paris-Sorbonne lui décerne le titre de docteur honoris causa, et en novembre 2023, l'Université de Lucerne (Suisse) lui décerne même titre.
- 2024 : Prix Érasme pour sa contribution passionnée au thème « imaginer l'impensable »[3]

### Vie privée
Ghosh vit à New York avec son épouse Deborah Baker, biographe et éditrice chez Little, Brown and Company. Ils ont deux enfants, Lila and Nayan.
En 1999, Ghosh est nommé professeur de littérature comparée au Queens College (Université de la Ville de New York). Il est également professeur invité du département d'anglais de l'université Harvard à partir de 2005.
Il est récemment devenu propriétaire à Goa et retourne régulièrement en Inde.

## Œuvre

### Romans

#### Trilogie de l'Ibis
- 2008 : Sea of Poppies, John Murray, 471 pages,  (ISBN 9780719568954)Publié en français sous le titre Un océan de pavots, traduit par Christiane Besse, Robert Laffont, coll. « Pavillons », 2010  (ISBN 978-2-221-11180-2) ; réédition, Paris, 10/18, coll. « Domaine étranger » no 4660, 2013  (ISBN 978-2-264-05345-9)
- 2011 : River of Smoke, John Murray, 522 pages,  (ISBN 9780719568985)Publié en français sous le titre Un fleuve de fumée, traduit par Christiane Besse, Robert Laffont, coll. « Pavillons », 2013  (ISBN 978-2-221-12835-0) ; réédition, Paris, 10/18, coll. « Domaine étranger » no 4856, 2014  (ISBN 978-2-264-05832-4)
- 2015 : Flood of Fire, John Murray, 616 pages,  (ISBN 9781848545182)Publié en français sous le titre Un déluge de feu, traduit par Christiane Besse, Robert Laffont, coll. « Pavillons », 2017  (ISBN 978-2-221-12924-1) ; réédition, Paris, 10/18, coll. « Domaine étranger » no 5351, 2018  (ISBN 978-2-264-05831-7)
- 2021 : La Déesse et le Marchand, (traduction de Myriam Bellehigue) Actes Sud.

#### Autres romans
- 1986 : The Circle of Reason, Hamish Hamilton, 423 pages,  (ISBN 0241117267)Publié en français sous le titre Les Feux du Bengale, traduit par Christiane Besse, Paris, Seuil, 1990  (ISBN 2-02-012094-1) ; réédition, Paris, Seuil, coll. « Points. Roman » no 521, 1992  (ISBN 2-02-015168-5) ; réédition, Paris, Seuil, coll. « Points » no 974, 2002  (ISBN 2-02-053310-3) ; réédition, Paris, Points, coll. « Les grands romans » no P974, 2009  (ISBN 978-2-7578-1167-2)
- 1990 : The Shadow Lines, Bloomsbury, 246 pages,  (ISBN 0747502404)Publié en français sous le titre Lignes d'ombre, traduit par Christiane Besse, Paris, Seuil, 1992  (ISBN 2-02-012328-2)
- 1995 : The Calcutta Chromosome: A Novel of Fevers, Delirium and Discovery, Picador, 309 pages,  (ISBN 0330347586)Publié en français sous le titre Le Chromosome de Calcutta, traduit par Christiane Besse, Paris, Seuil, 1998  (ISBN 2-02-028930-X) ; réédition, Paris, Points no P1632, 2007  (ISBN 978-2-7578-0302-8)
- 2000 : The Glass Palace, HarperCollins, 551 pages,  (ISBN 0002261022)Publié en français sous le titre Le Palais des miroirs, traduit par Christiane Besse, Paris, Seuil, 2002  (ISBN 2-02-038668-2)
- 2004 : The Hungry Tide, HarperCollins, 401 pages,  (ISBN 0007141777)Publié en français sous le titre Le Pays des marées, traduit par Christiane Besse, Robert Laffont, coll. « Pavillons », 2006  (ISBN 2-221-10413-7) ; réédition, Paris, 10/18, coll. « Domaine étranger » no 4121, 2008  (ISBN 978-2-264-04552-2)
- 2020 : Gun Island, John Murray, 313 pages,  (ISBN 9781473686656)Publié en français sous le titre La Déesse et le Marchand, traduit par Myriam Bellehigue, Actes Sud, coll. « Lettres indiennes », 2021  (ISBN 978-2-330-15424-0) ; réédition, Paris, Actes Sud, coll. « Babel » no 1896, 2023  (ISBN 978-2-330-18185-7)

### Essais
- 1992 : In An Antique Land, Granta Books, 393 pages (ISBN 0140142037)Publié en français sous le titre Un infidèle en Égypte, traduit par Christiane Besse, Paris, Seuil, 1993  (ISBN 2-02-013103-X)
- 1998 : Dancing in Cambodia, at Large in Burma, Ravi Dayal Publisher, 114 pages,  (ISBN 8175300175)
- 1999 : Countdown, Ravi Dayal Publisher, 108 pages,  (ISBN 8175300256)Publié en français sous le titre Compte à rebours, traduit par Françoise Adelstain, Paris, P. Rey, 2004  (ISBN 2-84876-022-2)
- 2002 : The Imam and the Indian : Prose Pieces, Ravi Dayal Publisher, 361 pages,  (ISBN 8175300477)
- 2005 : Incendiary Circumstances : A Chronicle of the Turmoil of our Times, Houghton Mifflin, 305 pages,  (ISBN 9780618378067)
- 2016 : The Great Derangement : Climate Change and the Unthinkable, University of Chicago Press, 176 pages,  (ISBN 9780226526812)Publié en français sous le titre Le grand dérangement : d'autres récits à l'ère de la crise climatique, traduit par Morgane Iserte et Nicolas Haeringer, Marseille, wildproject, 2021  (ISBN 978-2-381140-094)
- 2021 : The Nutmeg's Curse : Parables for a Planet in Crisis, University of Chicago Press, 336 pages  (ISBN 9780226815459)
- 2021 : Le grand dérangement
- 2023 : La malédiction de la muscade — Une contre-histoire de la modernité, (traduction de Morgane Iserte) Wildproject (8 septembre 2023) 400 pages  (ISBN 9782381140544)[4],[5]
- 2024 : Smoke and Ashes : Opium's Hidden Histories, Farrar, Straus and Giroux, 416 pages,  (ISBN 9780374602925)